# Orchesticus abeillei
Az Orchesticus abeillei a madarak osztályának verébalakúak (Passeriformes) rendjébe és a tangarafélék (Thraupidae) családjába tartozó Orchesticus nem egyetlen faja.

## Rendszerezése
A fajt René Primevère Lesson francia orvos és ornitológus írta le 1839-ben, a Pyrrhula nembe Pyrrhula Abeillei néven.

## Előfordulása
Brazília délkeleti részén, az Atlanti-óceán partvidékén honos. Természetes élőhelyei a szubtrópusi és trópusi síkvidéki és hegyi erdők. Állandó, nem vonuló faj.

## Megjelenése
Testhossza 18 centiméter.

## Természetvédelmi helyzete
Az elterjedési területe még elég nagy, de gyorsan csökken, egyedszáma szintén csökken. A Természetvédelmi Világszövetség Vörös listáján mérsékelten fenyegetett fajként szerepel.